# Коколович, Анна
А́нна Коколо́вич (пол. Anna Kokołowicz, монашеское имя — Мария Раймонда; 24 августа 1892, Виленская губерния — 1 августа 1943, Новогрудский район, Барановичская область) — блаженная Римско-католической церкви, монахиня женской монашеской конгрегации «Сёстры Святого Семейства из Назарета» (назаретанки), мученица. Одна из одиннадцати Новогрудских мучениц.

## Биография
Родилась в деревне Барванишки в крестьянской семье. Крещена 20 сентября 1892 года в костёле Св. Михаила в Таборишках. В 1918 году вступила в женскую монашескую конгрегацию «Сёстры Святого Семейства из Назарета» (назаретанки). Новициат проходила в Гродно, (в то время — Польша, сегодня — Белоруссия), там же принесла вечные монашеские обеты, приняв монашеское имя Мария Раймонда.
В 1936 году вместе с другими монахинями по просьбе епископа приехала в Новогрудок, Белоруссия. Работала в монастыре на кухне, в прачечной, на монастырском огороде. В местной начальной школе кормила детей и убирала школьные помещения. Во время репрессий в августе 1943 года против мирного населения в Белоруссии предложила немецким оккупационным властям заменить собой арестованных мирных жителей и католических священников. В ночь с 31 августа на 1 сентября была арестована вместе с другими монахинями монастыря и расстреляна рано утром 1 сентября в лесу недалеко от Новогрудка.

## Прославление
5 марта 2000 года причислена к лику блаженных римским папой Иоанном Павлом II.